# Marsjala Pokrysjkina

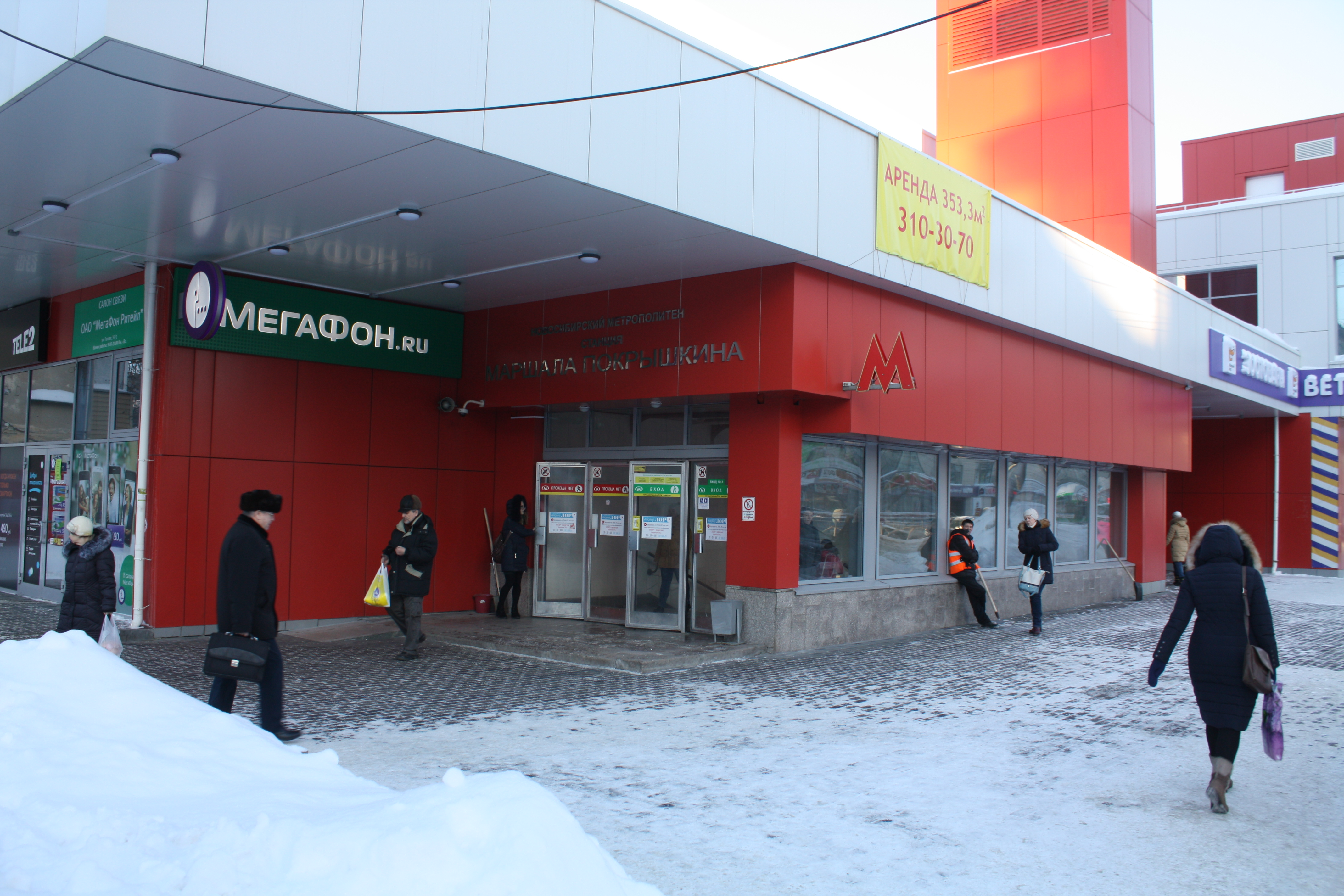
Station Marsjala Pokrysjkina

Marsjala Pokrysjkina (Russisch: Ма́ршала Покры́шкина) is een station van de metro van Novosibirsk. Het station maakt deel uit van de Dzerzhinskaja-lijn en werd geopend op 28 december 2000, ruim 20 jaar later als de twee noordelijkste stations, als het op een na zuidelijkste station van de Dzerzhinskaja-lijn. Het metrostation bevindt zich in het zuiden van Novosibirsk.